# Grand prix du livre d'histoire Ouest-France
Le grand prix du livre d'histoire Ouest-France est un prix d'histoire créé en 2006 à l'initiative de Philippe Touraut et Patrick Guénet, du quotidien régional d'information Ouest-France et de la banque Société générale, pour récompenser un historien ayant publié dans l’année littéraire un ouvrage historique accessible au grand public.
Le jury est composé d'un collège de quinze membres, historiens, lecteurs d’Ouest-France et clients de la Société générale.
Le prix est doté de 6 000 euros et décerné chaque année à Nantes au mois de septembre.

## Lauréats
- 2010 : Éric Roussel, 16 juin 1940 : Le Naufrage, coll. « Les Journées qui ont fait la France »[1].
- 2011 : Jean-Yves Le Naour, Les Soldats de la honte, Paris, Perrin, 280 p[2].
- 2012 : Michèle Cointet, Nouvelle Histoire de Vichy, Paris, Fayard, 804 p[3].
- 2013 : Charles Zorgbibe, Le Choc des Empires : Napoléon et le tsar Alexandre, Fallois, 400 p[4].
- 2014 : Simone Bertière, Le Procès Fouquet, Paris, Fallois, 344 p[5].
- 2015 : Arnaud Teyssier, Richelieu. L'aigle et la colombe, Paris, Perrin[6]